# Juan Duarte (futbolista)
Juan Duarte (*Montevideo, Uruguay, 15 de noviembre de 1994) es un futbolista uruguayo. Se puede desempeñar tanto en posición de centrocampista como de delantero y actualmente juega en el Wanderers que milita en la Primera División de Uruguay.

## Clubes
| Club                 | País       | Años          |
| -------------------- | ---------- | ------------- |
| Montevideo Wanderers | Uruguay    | 2014-2016     |
| Manchester United    | Inglaterra | 2016-presente |